# Нитрометан
Нитрометанът (CH3NO2) е най-простото органично нитро съединение. При стайна температура той е безцветна течност с плодова миризма и плътност 1.138 кг/л. За първи път е синтезиран от А.Колбе през 1872 г. Тъй като нитрометанът може да гори и без достъп на кислород, през 40-те години на XX век е започнала неговата употреба като еднокомпонентно ракетно гориво:
4CH3NO2 → 4CO + 4H2O + 2H2 + 2N2
В присъствие на кислород, нитрометанът изгаря по следния начин:
4CH3NO2 + 3O2 → 4CO2 + 6H2O + 2N2
Нитрометанът е първият представител на група съединения, наречени нитропарафини. Други по-известни представители на тази група са нитроетанът (C2H5NO2) и нитропропанът (C3H7NO2). Техните характеристики са подобни на нитрометана, но по-малко екстремни.

## Свойства и характеристики на чистия нитрометан
- температура на топене -28,6ºС
- температура на кипене 101,2ºС
- критична температура 315ºС
- плътност при 20ºС – 1138 г/мл
- вискозитет при 25ºС – 0,61 ср
- молекулно тегло – 61,04
- диелектрична константа при 30ºС – 35,87
- пламна температура (flash point) 36ºС
- разтворимост във вода – 10,5% при 20ºС

## Експлозивни свойства
Голяма част от експлозивите и най-мощните автомобилни горива съдържат нитро съединения поради факта, че те отделят огромна енергия при своето изгаряне. Като пример могат да се посочат експлозивите: нитроглицерин, тринитротолуен (TNT), нитроцелулоза и ракетните горива нитрометан, N2O и N2O4. Всички те съдържат кислород, свързан в нитро групата (-NO2) и могат да изгарят, отделяйки голямо количество топлина и газове, без да имат нужда от допълнителен кислород. Дълго време се е считало че нитрометанът няма експлозивни свойства, но през 1950 г. автомобилна цистерна превозваща нитрометан е катастрофирала и се е взривила. След тази катастрофа са правени много тестове, при които варели пълни с нитрометан са пускани от самолет или са прострелвани с огнестрелно оръжие. При нито един от тези опити не е имало възпламеняване. Оказва се че нитрометанът може да детонира само при много специални и трудно постижими условия – бързо повишаване на налягането и температурата (адиабатно свиване), което може да се получи при взрив на мощна бомба. При нормални условия нитрометанът не е опасен. Точката му на възпламеняване е 36ºС, което означава че при по-ниска температура много трудно може да бъде запален (горяща кибритена клечка изгасва, ако бъде хвърлена в съд с нитрометан).

## Като гориво
В авиацията и автомобилните горива основната съставка е метанол, заедно с малка част нитрометан (0% до 65%, но рядко над 30%, понеже нитрометанът е скъп в сравнение с метанола).

### Употреба като автомобилно гориво
Нитрометанът се използва за получаване на повече мощност в автомобилни състезания и по-специално при драг рейсинга. Той има много висока скорост на пламъка, което го прави подходящ за бързооборотни двигатели (8500 – 10 000 оборота в минута), при които остава много малко време за изгаряне на горивото. Нитрометанът съдържа 52% кислород и може да гори при изключително богати смеси. Това е неговото основно предимство пред другите горива, от гледна точка постигане на по-висока мощност. Основния фактор, който ограничава мощността на един двигател е количеството въздух, което постъпва при всеки работен такт. За пълното изгаряне на 1 кг бензин е необходим 14.7 кг въздух, а за 1 кг нитрометан – само 1,7 кг въздух. Това означава че с едно и също количество въздух може да бъде изгорен 8,7 пъти повече нитрометан в сравнение с бензина. Калоричността на бензина е около 44 MJ/kg, а на нитрометана 11,3 MJ/kg. Въпреки това, ако един двигател вместо бензин изгаря нитрометан, неговата мощност ще нарасне 2,3 пъти. Това обаче може да стане само в специално проектирани двигатели, тъй като нитрометанът има много ниско октаново число и силна тенденция към детонации. Специално гориво съдържащо 85% нитрометан и 15% метанол използват драгстерите от клас Top Fuel. Такъв драгстер се ускорява от 0 до 500 км/ч за по-малко от 5 секунди, а мощността на двигателя е около 8000 к.с. За борба с детонациите в този случай се използват изключително богати горивни смеси – част от горивото служи за охлаждане. Затова от изпускателните тръби на такива драгстери могат да се видят пламъци. При обикновените автомобили нитрометанът може да се добавя към бензина с цел повишаване на мощността. Основното правило е: колкото повече нитрометан – толкова повече мощност. Тук възникват два проблема – нитрометанът почти не се разтваря в бензин и понижава октановото му число. За преодоляване на тези проблеми са разработени специални добавки – нитрометанът е смесен с химикали, които повишават октановото число и увеличават разтворимостта му в бензин. При добавяне на повече от 10% нитрометан трябва да се използват свещи с по-ниско топлинно число. Друго важно изискване е горивната смес винаги да бъде богата (колкото повече нитрометан добавяме – толкова повече гориво трябва да се подава към двигателя). В общи линии, при обикновените автомобили може да се добави до 20 – 30% нитрометан под формата на специална добавка, без да има опасност от детонации или други повреди по двигателя.